# ناحیه الک، شهرستان سانیلاک، میشیگان
ناحیه الک (به انگلیسی: Elk Township) یک منطقهٔ مسکونی در ایالات متحده آمریکا است که در شهرستان سانیلاک واقع شده‌است.
 ناحیه الک ۹۲٫۵ کیلومتر مربع مساحت و ۱٬۵۸۴ نفر جمعیت دارد و ۲۳۴ متر بالاتر از سطح دریا واقع شده‌است.